# Marina (chi đậu)
Marina là một chi trong họ Đậu.

## Các loài
Các loài chọn lọc:
- Marina brevis
- Marina calycosa
- Marina diffusa
- Marina nutans
- Marina orcuttii
- Marina parryi
- Marina peninsularis
- Marina victoriae